# 마은우
마은우(1989년 1월 6일~)은 대한민국의 연극배우이자 연출가이다.

## 학력
- 안양예술고등학교 연극영화과 (졸업)
- 한양대학교 연극영화학과 (졸업)
- 한양대학교 대학원 연극영화학과 영화연출전공 (졸업)

## 공연
- <묻지마>
- <말해요! 찬드라>
- <평상>
- <피의 결혼>
- <해자>
- <경복궁에서 만난 빨간여자>
- <Fall In>
- <해자>
- <그래서, 그랬습니다.>
- <여도>
- <낯선사람>
- <굿모닝 산타>
- <화성은 끝나지 않았다.>
- <아름다운 살인자! 보이첵>
- <정가악회, 대타뛰다.>
- <그류? 그류!>
- <맥베스 ʻ樂’으로 읽다.>
- <전야제>
- <즐거운 나의 집>
- <놀이로 풀어본 맹진사댁 경사>
- <전하의 봄>
- <한 여름 밤의 꿈>
- <벚나무 그늘아래 벌어지는 한 가문의 몰락사>
- <사랑향기>

## 기타
- 뮤직비디오 ʻ효영아, 자니?’
- 다큐 ʻ무법지대’
- 단편드라마 ʻ로맨스 오딧세이’
- 예능 동방신기의 '책 디스아웃'